# ابن قدامه
ابن قدامة المقدسی موفق الدین ابو محمد عبدالله بن احمد بن محمد (۱۱۴۷–۷ ژوئیه ۱۲۲۳)، معروف به ابن قدامه، فقیه سنی، متأله و بود. او رساله‌های مهم بسیاری در مورد فقه اسلامی و آموزه‌های دینی نوشته است. یکی از آثار مهم فقه حنبلی، المغنی به قلم اوست.
عنوان ثبت شده از ابن قدامه در منابع عربی بدین شکل است:
مقدسی جماعیلی، عبدالله بن احمد (ابن قدامه)، صاحب المغنی
ارجاع دهی انتشارات کتاب: دار عالم الکتب للطباعه و النشر و التوزیع، ریاض، چاپ اول، ۱۳۹۸ ق